# Ramiro Felipe Núñez de Guzmán
Ramiro Felipe Núñez de Guzmán (León, 29 marzo 1600 – Madrid, 8 dicembre 1668) è stato un politico spagnolo.

## Biografia
Era genero di Gaspar de Guzmán y Pimentel e divenne secondo marchese di Toral, principe consorte di Stigliano, secondo duca di Medina de las Torres.
Nel 1628 fu insignito del titolo di Tesoriere Generale del Regno d'Aragona.
Ramiro era giunto alla conclusione che l'unico modo per ritagliarsi un futuro era quello di trovare una moglie ricca. La signora in questione era una napoletana, erede di vasti possedimenti, Anna Carafa della Stadera, principessa di Stigliano, che pose come condizione per il matrimonio al suo futuro marito che doveva risiedere a Napoli e avere la carica di viceré.
Le trattative matrimoniali erano più complicate del solito e la loro risoluzione dipese dalle decisioni di una commissione appositamente costituita a tal fine e ai buoni uffici del re stesso Filippo IV che, sempre generoso in materia,  favorì lo sposo concedendo il vicereame di Napoli, in quel momento occupato dal conte di Monterrey.
Il governo di Núñez de Guzmán durò fino al 1644 e durante il suo mandato ebbe a che fare con un'eruzione del Vesuvio nel 1638, numerosi terremoti, l'aumento della povertà e le epidemie tra la gente e un tentativo di ribellione a favore dei francesi. Tuttavia Núñez de Guzmán tagliò alcune tasse e abbellì urbanisticamente Napoli, a partire dalla strada che prende il suo nome: via Medina.
Dopo la morte di re Filippo IV (settembre 1665), Núñez de Guzmán subì una delle più grandi sconfitte politiche della sua carriera per non essere preso in considerazione (in quanto non membro della grande nobiltà) nel testamento del re come uno dei membri del consiglio di direzione che doveva consigliare la regina Marianna d'Austria nella sua reggenza durante la minore età del re Carlo II. Questo fatto lo portò ad avviare una depressione nel periodo della sua carriera politica, che sarebbe finita con la sua morte nel 1668.
Núñez de Guzmán fu un grande mecenate sia di artisti che di letterati (fu protettore di poeti come Miguel de Silveira, Antoni Gual i Oleza, e Girolamo Fontanella) e possedeva una ricca biblioteca. Alla sua morte gran parte della sua biblioteca fu acquisita dal diplomatico inglese William Godolphin.

## Il matrimonio e figli
Prima moglie fu, il 9 gennaio 1625, donna Maria de Guzmán (1609-30 luglio 1626), marchesa di Heliche. Figlia di Don Gaspar de Guzmán y Pimentel, conte-duca di Olivares e di Inés de Zúñiga y Velasco. Maria morì per i postumi del parto di una figlia, nata morta il 2 luglio 1626.
Sua seconda moglie fu, il 1º giugno 1636, donna Anna Carafa della Stadera (1610-1644), principessa di Stigliano e duchessa di Sabbioneta. Figlia di don Antonio Carafa della Stadera, duca di Rocca Mondragone e di Elena Aldobrandini. Da questo matrimonio nacquero:
- Domenico de Guzman e Carafa (* 23 marzo 1637 - † 1638);
- Nicola María de Guzmán Carafa (* 22 marzo 1638  † 7 gennaio 1689), marchese, terzo duca di Toral, secondo duca di Medina de las Torres, duca di Mondragone e futuro duca di Sabbioneta;
- Domenico de Guzman e Carafa (* ca. 1639 † assassinato, Genova 1689); il 22 maggio 1664 uccise in duello Gaspar de Mendoza y Moscoso, V marchese di Almazán, dovendo quindi fuggire in Italia,
- Aniello de Guzman e Carafa (* ca. 1640  † 16 aprile 1677), marchese di Castel Rodrigo dal suo matrimonio con Eleonora de Moura Corterreal. Fu viceré di Sicilia ad interim (1676-1677);
- Antonio (* ca. 1641 - † dopo il 1644);
- Maria Giuseppa (* 1642 - † 1643);
- n.n., nato morto il 24 ottobre 1644

Sua terza moglie fu, il 2 febbraio 1659, donna Catalina Vélez Ladrón de Guevara († 24 settembre 1684), nona contessa di Oñate,  figlia di Iñigo Vélez Ladron de Guevara, ottavo conte di Oñate, e di donna Antonia Manrique de la Cerda. Da questo matrimonio nacque una figlia:
- Mariana de Guzmán e Vélez Ladrón de Guevara (* 18 maggio 1662 - † 1723), marchesa, quarta duchessa di Toral e terza di Medina de las Torres, sposata con Juan Pérez de Guzmán Claros e Fernández de Córdoba, undicesimo duca di Medina Sidonia. A causa della contemporanea morte, per molti storici sospetta, tra il 1688 e 1689, del primogenito Nicola, dell'unico figlio di Aniello, Félix de Guzmán y Carrafa, scomparso durante in viaggio in mare, e del terzo figlio giunto all'età adulta, Domenico, assassinato, l'enorme patrimonio di famiglia andò Mariana e ai Medina Sidonia.

In aggiunta a questi matrimoni, Don Ramiro aveva avuto diverse relazioni amorose, in particolare con l'attrice María Inés Calderón, conosciuta come La Calderona, madre di don Giovanni d'Austria, del quale, a causa della loro somiglianza fisica, le malelingue gli attribuirono la paternità.